# Renault 14
Renault 14 — небольшой легковой автомобиль, выпускавшийся французской компанией Renault с 1976 по 1983 год.
Первый автомобиль компании с поперечно расположенным спереди двигателем. Этот силовой агрегат (двигатель + трансмиссия) был разработан совместно с Peugeot и устанавливался также на Peugeot 104.
Производство автомобиля стартовало в январе 1976 на заводе в Дуэ на севере Франции. 25 мая в Париже на площади перед Домом инвалидов состоялся грандиозный показ Renault 14 широкой публике, а в июне модель поступила в продажу во Франции. 
Округлые формы кузова, выделявшие Renault 14 среди конкурентов, понравились далеко не всем. Хотя такая конструкция обеспечивала много внутреннего пространства, созданный ею образ «вялого толстяка» плохо подходил автомобилю. Не способствовала популярности и крайне неудачная рекламная кампания, в которой модель сравнивали с овощами и фруктами. Так, прозвище «груша» (фр. la poire) навсегда прилипло к Renault 14.
Продажи оказались ниже ожидаемых и, чуть-чуть не дотянув до миллиона выпущенных экземпляров, в 1983 году автомобиль был снят с производства.

## Описание

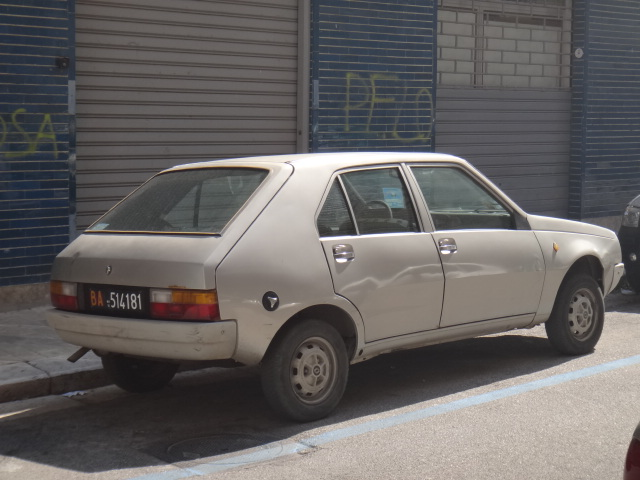
Renault 14 «Груша»: длинный нос и округлый тяжеловесный задок

Renault 14 выпускался с единственным типом кузова — пятидверный хетчбэк. Его внешний вид считался спорным. Многим не нравились, похожая на воздушны шарик, округлость автомобиля, низкая выпуклая поясная линия, тяжеловесная форма задних дверей и стоек. За вытянутый нос и круглый задок модель очень быстро получила прозвище «груша».
При проектировании автомобиля стремились сделать максимально просторный салон, поэтому он получился таким «пухленьким», а требования аэродинамики сгладили его внешние формы. Это был первый автомобиль Renault, созданный с использованием системы автоматизированного проектирования.
Отделка салона начальной версии Reanult 14 L была более чем скромной, но постепенно автомобиль становился удобнее и комфортабельнее. Со временем появились инерционные ремни безопасности спереди и более комфортабельные передние кресла с подголовниками и регулировкой наклона спинки, которую можно было откинуть совсем, для отдыха, например. На некоторые версии устанавливались электрические стеклоподъёмники спереди и обогреваемое заднее стекло, а также, такие мелочи, как зеркальце в противосолнечном козырьке или лоток для хранения мелочей вокруг рычага переключения передач. Традиционно, можно было заказать складную тканевую крышу, что делало автомобиль почти кабриолетом.

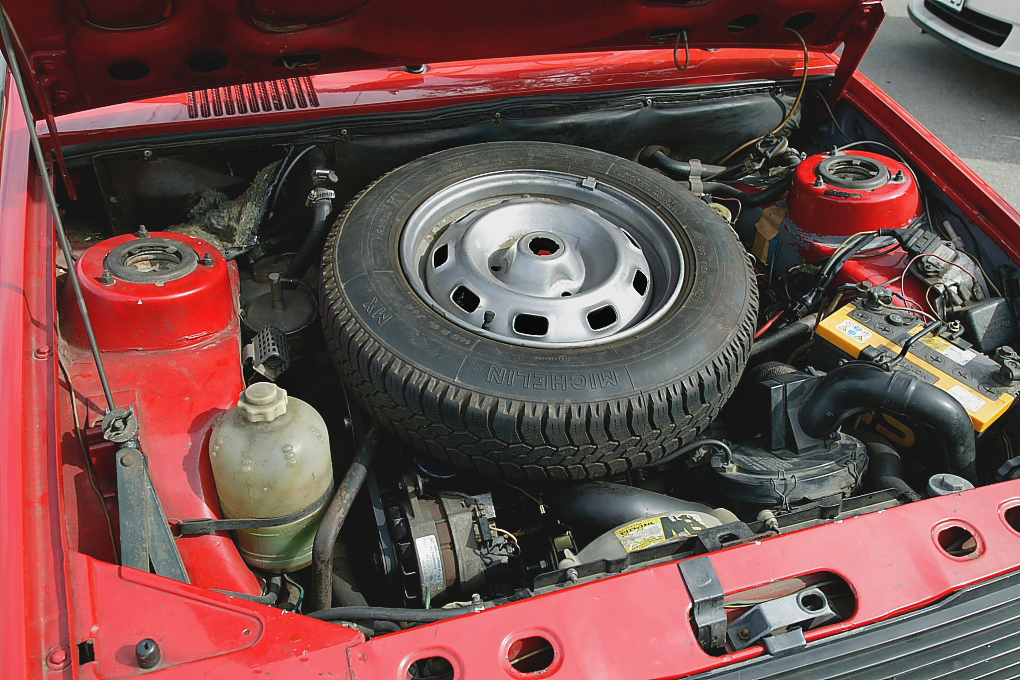
Двигатель Renault 14, закрытый запасным колесом

Главным же в автомобиле была большая пятая дверь на газовых упорах сзади, которая открывала доступ к багажнику объёмом 375 литров под полкой. При сложенном заднем сиденье объём багажника возрастал до 765 литров. Если же заднее сиденье убрать совсем, то в автомобиль можно было загрузить 1400 литров поклажи. Простору сзади добавляло размещённое под капотом запасное колесо. 
Новый полностью алюминиевый (и блок, и головка) двигатель, разработанный совместно с Peugeot размещался спереди поперечно с наклоном назад на 72°, то есть, практически горизонтально. Механическая коробка передач располагалась под двигателем в едином с ним картере и смазывались тем же, что и двигатель маслом. Сам мотор представлял собой рядный четырёхцилиндровый двигатель с одним верхним, приводимым цепью распредвалом (SOHC). Питался двигатель от карбюратора и имел замкнутую необслуживаемую жидкостную систему охлаждения.
Спереди у автомобиля была установлена независимая пружинная подвеска со стойками типа Макферсон и стабилизатором. Задняя независимая подвеска была подобна той, что применялась на Renault 5: продольные рычаги и поперечные торсионы в качестве упругих элементов. Более короткие торсионные валы удалось разместить ближе друг к другу, так, что теперь, традиционная для автомобилей Renault того времени, разница в величине колёсной базы слева и справа составляла всего 32 миллиметра. Для реечного рулевого управления усилитель не предлагался даже на самых дорогих версиях. Двухконтурный гидропривод тормозов с усилителем воздействовал на передние дисковые и задние барабанные тормоза

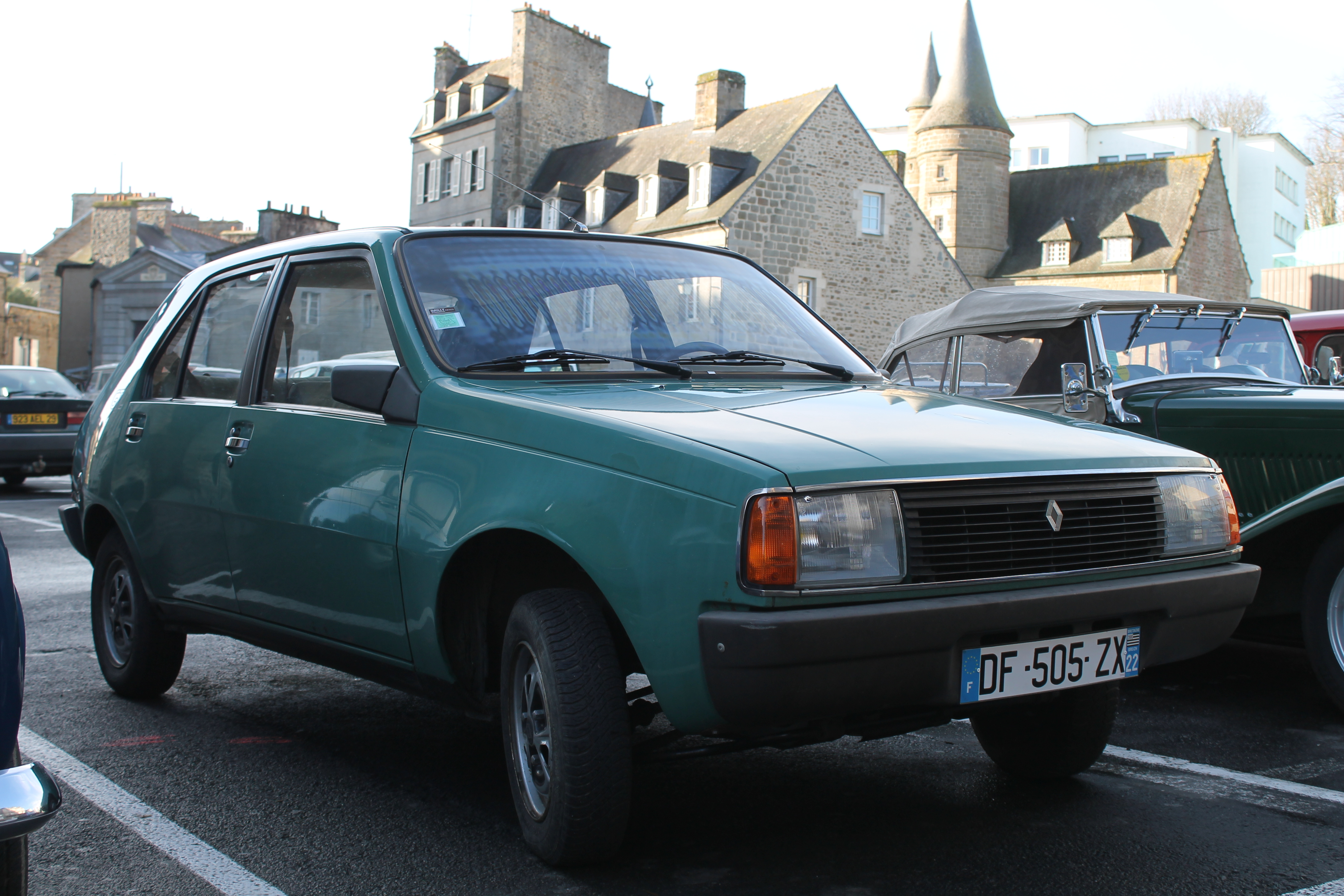
Renault 14 с блок-фарами и новым бампером

В 1979 году Renault 14 получил ещё один более крупный и мощный двигатель, а на следующий год был немного обновлён его внешний вид. Модернизация заключалась в установке блок-фар и нового переднего бампера, а также улучшенной отделке салона.
Журналисты автомобильного издания Car провели большое сравнение Renault 14 с очень популярным Volkswagen Golf и Европейским автомобилем 1979 года Chrysler Horizon. По их мнению, Horizon не являлся лучшим автомобилем в классе, по крайне мере, в тестируемом варианте с небольшим мотором. Golf же, был выдающимся небольшим автомобилем, но стоил существенно дороже других. Так что Renault выглядел наиболее сбалансированным из этой троицы. Он был хорошо укомплектован, имеет неплохую динамику, подвеску, которая гасила неровности плохих дорог. Нет, он не был идеален. Его внешний вид кое-кому не нравился, а в точности и лёгкости управления он проигрывал двум своим конкурентам. Но, с учётом цены, которая была значительно ниже чем у Golf или Horizon, Renault 14 явно был выгодной покупкой.
| Производство    | Производство | Производство | Производство | Производство | Производство | Производство | Производство | Производство | Производство | Производство |
| --------------- | ------------ | ------------ | ------------ | ------------ | ------------ | ------------ | ------------ | ------------ | ------------ | ------------ |
| Год             | 1976         | 1977         | 1978         | 1979         | 1980         | 1981         | 1982         | 1983         | Всего        |              |
| Количество, шт. | 58 048       | 190 561      | 144 357      | 197 607      | 201 984      | 133 703      | 68 717       | 4216         | 999 193      |              |